# 의혜공주
의혜공주(懿惠公主, 1521년 5월 12일(음력 3월 26일) ~ 1564년)은 조선의 공주이며, 이름은 옥혜(玉蕙)이다. 중종의 6녀이자 적차녀로 문정왕후 소생이다. 효혜공주와 인종에게는 이복 여동생이며 명종의 친누나이다.

## 생애
1521년(중종 16년) 3월 26일, 중종(中宗)과 문정왕후(文定王后)의 장녀로 태어났다.
1529년(중종 24년) 수진방(壽進坊)에 의혜공주의 저택을 창건하기 시작하였으며, 1530년(중종 25년), 공주의 저택 수리에 군인 5백명이 동원되었는데, 헌부가 중종에게 흉년으로 굶어죽는 백성들이 많으니 토목공사를 중지하고 구황에 힘쓸것을 청하였으나 중종은 이를 듣지 않았다.
1531년(중종 26년), 한승권의 아들 청원위(淸原尉) 한경록(韓景祿)과 길례를 올렸다. 1544년(중종 39년), 의혜공주의 어린 딸이 사망하자 중종은 학궁(學宮)에 거둥하여 승지를 시켜 분향하였다.
1545년(인종 1년) 6월 26일, 인종의 병세가 위급하자 문정왕후가 공주의 저택에 있다가 문안가기도 하였다.
1555년(명종 10년) 12월 3일, 문정왕후는 전내(殿內)가 편치 않다고 하여 창덕궁에서 공주의 저택으로 이어(移御)하기도 하였다.
1563년(명종 18년), 의혜공주가 병들자 동생인 명종이 친히 공주의 저택을 방문하려 했는데, 헌부와 대신들이 반대하였다. 이에 명종은 '형제의 정'과 예전에도 있었던 일임을 강조하며 친히 의혜공주의 사저에 방문하였다. 병문안을 하고 저택을 감상하였는데, 공주 댁 후원 별관에 올라 오랫동안 감상하고 나서 '금중(禁中)에도 이런 좋은 경치는 없다'라고 감탄하였다. 의혜공주에게 쌀과 콩, 면포와 비단을 하사하였다. 이날 명종이 의혜공주의 저택을 방문한 사실을 두고 《명종실록》의 사관은 사론으로 예에 어긋난다며 비판하였다.
1564년(명종 19년) 사망하였다. 양주 누원에 예장하였다.
현재 묘소는 경기도 의정부시 호원동 산119-39번지에 있으며(의혜공주·한경록 쌍분묘), 의정부시의 향토문화재 제14호로 지정되었다.

## 가족 관계[5]
- 부왕 : 중종(中宗, 1488 ~ 1544)
- 모친 : 문정왕후(文定王后, 1501 ~ 1565)
  - 여동생 : 효순공주 옥련(孝順公主 玉蓮, 1522 ~ 1538)
  - 여동생 : 경현공주 옥현(敬顯公主 玉賢, 1530 ~ 1584)
  - 남동생 : 명종(明宗, 1534 ~ 1567)
  - 여동생 : 인순공주(仁順公主, 1542 ~ 1545)
- 남편 : 청원위(淸原尉) 한경록(韓景祿)
  - 장남 : 한의(韓漪, 1545 ~ ?)
  - 며느리 : 이숙녀(李淑女, 1545 ~ ?)[6]
    - 손녀 : 한봉헌(韓鳳獻, 1562 ~ 1603)[7]
    - 손자 : 한사성(韓師聖, 1564 ~ ?)
    - 손녀 : 한봉련(韓鳳連, 1567 ~ ?)
    - 손녀 : 한말운(韓末運, 1569 ~ ?)
    - 손녀 : 한가지(韓加知, 1573 ~ ?)
    - 손자 : 한사덕(韓師德, 1575 ~ 1629)

  - 차남 : 한완(韓浣, 1547 ~ ?)
  - 며느리 : 정혜정(鄭蕙貞, 1546 ~ ?)[8]
    - 손자 : 한사검(韓師儉, 1564 ~ ?)
    - 손녀 : 한인영(韓寅瀛, 1566 ~ ?)
    - 손자 : 한사선(韓師善, 1566 ~ ?)
    - 손자 : 한사고(韓師古, 1567 ~ ?)
    - 손녀 : 한계영(韓季瀛, 1568 ~ ?)
    - 손녀 : 한신영(韓辛瀛, 1571 ~ ?)
    - 손녀 : 한종영(韓終瀛, 1573 ~ ?)

  - 3남 : 한순(韓淳, 1550 ~ ?)
  - 며느리 : 성세장(成世章)의 딸 창녕 성씨
    - 손녀 : 한예정(韓禮貞, 1566 ~ ?)
    - 손자 : 한사일(韓師一, 1567 ~ ?)

  - 장녀 : 청주 한씨( ? ~ 1544) - 요절
  - 차녀 : 청주 한씨 - 요절

## 참고 문헌
- 의혜공주 - 한국학중앙연구원
- 지두환 (2011). 《중종대왕과 친인척》. 역사문화. ISBN 8988096118.